# O Daqing (Li Yuanhao)
O Daqing (em chinês: 大庆) foi um reino da Xia Ocidental que iniciou em 1036 e terminou em 1038, durando três anos sob o comando de Lǐ Yuánhào.

## Cronologia
| O Daqing          | Primeiro ano | Segundo ano | Terceiro ano |
| ----------------- | ------------ | ----------- | ------------ |
| Era comum         | 1036         | 1037        | 1038         |
| Ciclo sexagesimal | Rato         | Marcos      | Tigre        |